# Győri Keksz Kft.
A Győri Keksz Kft. egy magyar keksz- illetve édességgyártó vállalat.

## Története
1880-ban állították fel az első kekszgyárat Magyarországon. 1900-ban kezdte meg működését, Koestlin Lajos és Társai néven (mivelhogy Koestlin Lajos megvette a gyárat). Kekszeket, kétszersültet, ostyát és mézeskalácsot gyártottak. Az első világháború alatt a hadsereg és a lakosság gyorsan megszerette a cég termékeit, melynek következtében az igények alaposan megugrottak az ételek iránt. 1922-ben elkezdtek csokoládét is gyártani, 1926 óta pedig cukorka gyártással is foglalkoznak. 1931 óta részvénytársaságként üzemelnek. 1945-ben a készletek elfogytak, így a termelés leállt. 1947-ben államosították a vállalatot. Ezt követően Győri Keksz és Ostyagyár néven működött és a szocializmus egyik vezető vállalata volt. A nyolcvanas években modernebb eszközökkel is felszerelték. 1991-ben a brit United Biscuits vette meg a céget, 2000-ben átkerült a Danone-hoz. Ők be akarták zárni a Győri Keksz gyárat, de a tiltakozások miatt elvetették az ötletet. Áthelyezték helyette Székesfehérvárra a gyártást, Győrben csak cukorkagyártás maradt. 2007-ben a Kraft Foods megvette a Győri Keksz céget, és Szlovákiába illetve Lengyelországba helyezte át egyes termékek gyártását. 2012-től a korábbi cég átalakulásával a tulajdonos: Mondelez International.
A győri cukorkagyártás 2019-ben Lengyelországba, illetve Törökországba került át.

## Termékei
Jól ismert termékei a belVita JóReggelt! keksz, a Pilóta (keksz), a Pilóta vaníliás karika és a Tuc keksz (az LU licence alapján), a Győri Édes keksz, Otthon háztartási keksz, Negro és Halls cukorkák.